# Partout la vie
Partout la vie est un tableau du peintre russe d'origine ukrainienne Nikolaï Iarochenko, réalisé en 1888.

## Histoire de la création du tableau
C'est en 1888, lors de la seizième exposition des Ambulants, qu'a été présenté le tableau le plus connu et peut-être celui parmi ses toiles qui a suscité le plus d'indignation et de scandale. Son idéalisation du personnage féminin en Madone lui a été reproché mais plus encore l'aspect tendancieux, partial même (pour le calomnier on appelait sa toile Partout le tendancieux). Pour ses détracteurs et pour les Ambulants, la toile était du même acabit politique que ses autres toiles La Terroriste, L'Étudiant, L'Étudiante.

## Description du tableau par leMouvement tolstoïen
L'influence du Mouvement tolstoïen sur le peintre n'a commencé à être évoquée que vingt ans après la réalisation de cette toile. Dans le chapitre consacré à Iarochenko dans l'ouvrage Galerie moscovite P. et S. Tretiakov (1909), Sergueï Glagol (ru) écrit : « Iarochenko était à cette époque sous la forte influence des idées de Léon Tolstoï ; très attiré par l'idée que l'amour est la source de toute vie et que celle-ci est toujours présente là où il y a de l'amour. Il avait même l'intention d'appeler son tableau Où est l'amour, Dieu est aussi.

## Réaction du public
Dans son ouvrage Rencontres mémorables, Al Altaev (en) (pseudonyme de l'écrivaine M. Iamchikova) décrit ainsi l'accueil réservé au tableau Partout la Vie par ses premiers spectateurs : « La première rencontre était magnifique, le public nombreux, les commentaires remplis d'adjectifs chauds et admiratifs.
— Quelle combinaison, quelle réflexion : un enfant et une femme, et cet homme barbu marqué par la honte…

— Partout la Vie est vraiment un symbole…

— Remarquez comme la femme prise d'un chagrin insupportable est émue par son sentiment d'amour pour l'oiseau, créature de Dieu, …là où il y a de l'amour, il y a Dieu…

— Eh bien cela fait penser à Tolstoï!…

De la foule émane un sourire retenu.…

— Il faut aller plus loin, dans la profondeur de la psychologie du tableau… Le peintre a compris ce que veut dire psychologie sociale… »

L'essence du tableau, selon Al Altaev, peut être réduite à la formule Où se trouve l'amour, se trouve Dieu : il faut rechercher dans ce tableau la psychologie sociale. Il peut faire penser au récit de Léon Tolstoï écrit trois avant la création de cette toile qui voulait illustrer un verset de l'Évangile qui dit que qui fait du bien à son prochain le fait à Dieu. Iarochenko nie l'orientation rationnelle de l'art pour le transformer en moyen de prêcher des idées : en limitant le but de l'art à son côté pédagogique ou moral, on se trompe parce que les tâches et les contenus des œuvres d'art peuvent et doivent être aussi variées que la vie elle-même. Ces mots contredisent dans une certaine mesure les conceptions théoriques de Tolstoï.

## Sujet
Le thème du tableau, ce sont les contradictions sociales de la société. Un wagon est à l'arrêt. La fenêtre est munie de barreaux. Les personnages peuvent nourrir les pigeons voyageurs en liberté : une veuve (au foulard noir) et son enfant de cinq ans, un paysan (à la grande barbe et la moustache), un intellectuel (avec un képi et une barbe courte) un prisonnier (au crâne rasé et à la moustache pendante). Le spectateur profite de la capacité de l'artiste à représenter des groupes sociaux entiers par sa typologie appliquée à un seul sujet. 
Ces personnages forment un groupe populaire pauvre, injustement opprimé par le pouvoir. L'injustice est exprimée par le fait que des personnages aux visages aussi avenants ne peuvent pas être des criminels selon ce qu'exprime le peintre Iarochenko. C'est plutôt le tribunal qui est coupable et le système qui les a jugés. Mais la beauté morale est en eux. Et il n'y a pas d'autre beauté nécessaire à observer sinon celle des couleurs, de la lumière, des lignes du dessin. L'intérieur du wagon est sombre. À l'extérieur, le wagon est vert sale, le quai en bois est gris. La couleur des pigeons est plutôt terne, sauf celle de celui qui est blanc.
Certains critiques ont reproché à Iarochenko d'idéaliser les visages de ses personnages. D'autres, au contraire, trouvent que ce sont des visages de sauvages, de bêtes féroces. Mais l'habileté de Iarochenko, c'est d'avoir trouvé ici ce que l'on pourrait qualifier de nombre d'or : les visages sont vivants, ce sont ceux de gens ordinaires, des gens du peuple, de ceux qui ne sont rien et ils sont beaux ; mais leur beauté n'est pas tant dans leurs traits que dans les sentiments qu'ils manifestent. En travaillant sa toile à partir de son esquisse, Iarochenko s'éloigne d'une représentation de criminels, de délinquants. Les sourires de ces gens n'apparaissent pas tout à coup sur des visages de méchants par la volonté de l'artiste, ce sont des visages ordinaires de braves gens qui se retrouvent par hasard du mauvais côté de la grille. Les voyageurs de ce wagon à l'arrêt ne possèdent rien d'autre que leurs vêtements et le spectateur ne voit d'eux que leur buste ou leur visage. La joie, la gentillesse, l'émotion à la vue d'un enfant qui nourrit des oiseaux n'a rien d'exceptionnel, c'est une émotion ordinaire. Iarochenko ne s'arrête pas à démontrer que ces gens enfermés dans ce wagon n'ont accompli aucun forfait, ou que juridiquement ils devraient être considérés comme innocents, mais le spectateur ressent bien que ces gens sont innocents simplement par la manière dont le peintre les représente.
Les symboles utilisés par Iarochenko ne sont pourtant pas des allégories à bon marché, ni des accessoires de théâtre pour faire ressortir des idées banales. Il part d'une réalité à laquelle il donne une signification générale et qu'il élève au rang de symbole. Elle élève le tableau à un niveau supérieur à celui de la simple scène de genre mais détruit un peu en même temps l'idée qu'il puisse s'agir d'une scène de la vie réelle. Derrière les barreaux du wagon, Iarochenko a rassemblé des gens de tous âges et de toutes classes sociales : un paysan, un soldat, un ouvrier, une femme et son enfant, et au fond du wagon regardant par l'autre ouverture du wagon, dos au spectateur un prisonnier politique (de dos il peut ainsi cacher son identité). Le critique Bojidarov interprète le tableau comme suit : « En dehors du wagon il n'y a personne, pas âme qui vive, ils sont tous derrière les barreaux. Toute notre vie est une prison ». Derrière les barreaux, des gens simples, forts, avec de bons visages, se réjouissent de la liberté dont jouissent les oiseaux et, involontairement, les envient.

## Sources
- Galerie Tretiakov. Art du XII au XX  (Государственная Третьяковская галерея. Искусство XII — начала XX века), Moscou, Скан. Рус,‎ 2007, 190 p. (ISBN 978-5-93221-120-5)